# Неопопреализъм
Неопопреализмът е стил във визуалните изкуства, създаден от художника Надя Русс (на руски: Надя Русс; на английски: Nadia Russ) през 1989 г. Неопопреализмът съчетава яркостта и простотата на попарта със сериозния реализъм. Отличава се с графичен характер.